# أغوستين إلدواين
أغوستين إلدواين (بالإسبانية: Agustín Elduayen)‏ هو لاعب كرة قدم إسباني في مركز حراسة المرمى، ولد في 4 أغسطس 1964 في سان سيباستيان في إسبانيا. شارك مع منتخب إسبانيا تحت 16 سنة لكرة القدم ومنتخب إسبانيا تحت 21 سنة لكرة القدم. أما مع النوادي، فقد لعب مع أتلتيكو مدريد وديبورتيفو لاكورونيا وريال بلد الوليد وريال بورغوس وريال سوسيداد ب وريال سوسيداد ونادي بورغوس.